# 刑の時効
刑の時効（けいのじこう）とは日本における刑事上の概念で、刑事裁判で刑の言渡しを受けた者が、一定期間その執行を受けないことによって刑罰権が消滅することをいう（刑法第31条・刑法第32条）。
刑の時効は刑事裁判で宣告刑が確定した者について問題となるもので、刑事訴訟法上の公訴時効（刑事訴訟法第250条以下）とは異なる制度である。

## 刑の時効の期間
平成22年（2010年）4月27日法律第26号（同日施行）により、公訴時効とともに、刑の時効は大きな改正を経た。同法施行以降、死刑は刑の時効にかからない（刑法第31条）。無期懲役又は禁錮、10年以上の有期懲役又は禁錮の時効は、それぞれ10年、5年延長された。
刑の時効の期間は刑種とその重さによって定められる（刑法第32条）。刑の時効の起算点は裁判で刑の言い渡しがありそれが確定した時点である（刑法第32条）。刑の時効期間は、下記の表のとおりである。
| 裁判での宣告刑                | 時効期間 | 平成22年（2010年）4月27日前の時効期間 |
| ----------------------------- | -------- | ------------------------------------- |
| 死刑                          | なし     | 30年                                  |
| 無期懲役又は禁錮              | 30年     | 20年                                  |
| 10年以上の有期の懲役又は禁錮  | 20年     | 15年                                  |
| 3年以上10年未満の懲役又は禁錮 | 10年     | 10年                                  |
| 3年未満の懲役又は禁錮         | 5年      | 5年                                   |
| 罰金                          | 3年      | 3年                                   |
| 拘留・科料・没収              | 1年      | 1年                                   |

平成22年（2010年）4月27日法律第26号（同日施行）の施行前に確定した刑の時効の期間については、改正後の刑法の時効の規定にかかわらず、なお従前の例による。（同法附則第2条）

## 時効の停止
刑の時効は、法令により執行を猶予又は停止した期間内は進行しない。令和5年（2023年）5月17日法律第28号（刑の時効の部分については同日施行）により、拘禁刑（令和4年（2022年）6月17日法律第67号施行日の前、「懲役、禁錮」と読み替える。）、罰金、拘留及び科料の時効は、刑の言渡しを受けた者が国外にいる場合には、その国外にいる期間は、進行しない（刑法第33条）。令和5年（2023年）5月17日の前に刑の言渡しを受けた者が令和5年（2023年）5月17日以後に国外にいる期間についても、また同じである。（令和5年（2023年）5月17日法律第28号附則第9条）
刑の執行猶予期間中は、刑の時効は進行しない。なお執行猶予の取消しを受けることなく執行猶予の期間が経過した場合には刑の言い渡しは効力を失う（刑法27条第1項）が、これは刑の時効とは別の制度である。 
刑の執行が停止される場合としては、死刑については心神喪失または女子の懐胎（刑訴479）、懲役、禁錮または拘留については心神喪失（刑訴480）、病状、高齢、妊娠出産前後、その他これらに類する重大な事由（刑訴482）、再審請求により検察官が裁量的に刑の執行を停止する場合（刑訴442）、再審開始決定に伴う決定による執行の停止（刑訴448第2項）などがある。これらの執行停止期間中にも刑の時効は進行しない。 

## 時効の中断

### 懲役・禁錮・拘留
懲役、禁錮及び拘留が刑として言い渡されていた場合、その刑の時効は刑の言渡しを受けた者を執行のために拘束することによって中断する（刑法第34条第1項）。

### 罰金・科料・没収
罰金・科料・没収が刑として言い渡されていた場合、その刑の時効は執行行為をすることによって中断する（刑法第34条第2項）。

## 刑の時効が問題となるケース
現実には、死刑は刑事訴訟法475条第2項の規定（判決確定の日から六箇月以内）に関わらず相当の期間執行されないケースが多い。ただし、平成22年（2010年）4月27日法律第26号改正施行以降は死刑には刑の時効が掛からなくなったため、平成22年4月26日までに確定した裁判を除き（平成二二年四月二七日法律第二六号附則第2条）、制度上は刑の時効は問題にならない。
ほか、死刑・懲役・禁錮・拘留については、拘禁された者、または裁量（在宅起訴や保釈など）もしくは制度（刑の執行停止参照）に基づき拘禁されていなかった者が逃走したケースが考えられる。罰金・科料・没収については対象の執行が不能となったケースや、労役場留置の際に逃走したケースが考えられる。
また、戦争、内乱や暴動などの不可抗力で刑事制度に基づく執行が不能になった場合や、稀に検察官、裁判所または刑事施設の過失（事務的過誤）により刑が執行されないケースも考えられる。